# Žehrovka
Žehrovka är ett vattendrag i Tjeckien. Det ligger i den centrala delen av landet, 70 km nordost om huvudstaden Prag.